# 이고르와 귀여운 몬스터 이바
《이고르와 귀여운 몬스터 이바》(영어: Igor)는 2008년 프랑스와 미국 합작의 SF 코미디 애니메이션 영화이다. 토니 리언디스 감독이 연출하고, 존 큐잭, 몰리 섀넌, 스티브 부세미, 숀 헤이스 등이 성우로 참여했다.

## 출연진
- 존 큐잭 - 이고르
- 몰리 섀넌 - 이바
- 스티브 부세미 - 스캠퍼
- 숀 헤이스 - 브레인
- 제니퍼 쿨리지 - 재클린 / 하이디
- 에디 이저드 - 닥터 샤덴프로이드
- 제이 레노 - 맬버트 왕
- 아세니오 홀 - 칼 크리스톨
- 크리스천 슬레이터 - 샤덴프로이드의 이고르
- 존 클리스 - 닥터 글리켄슈타인
- 폴 보트 - 버즈 오프먼
- 제임스 립턴 - 본인